# 內植式輸液塞

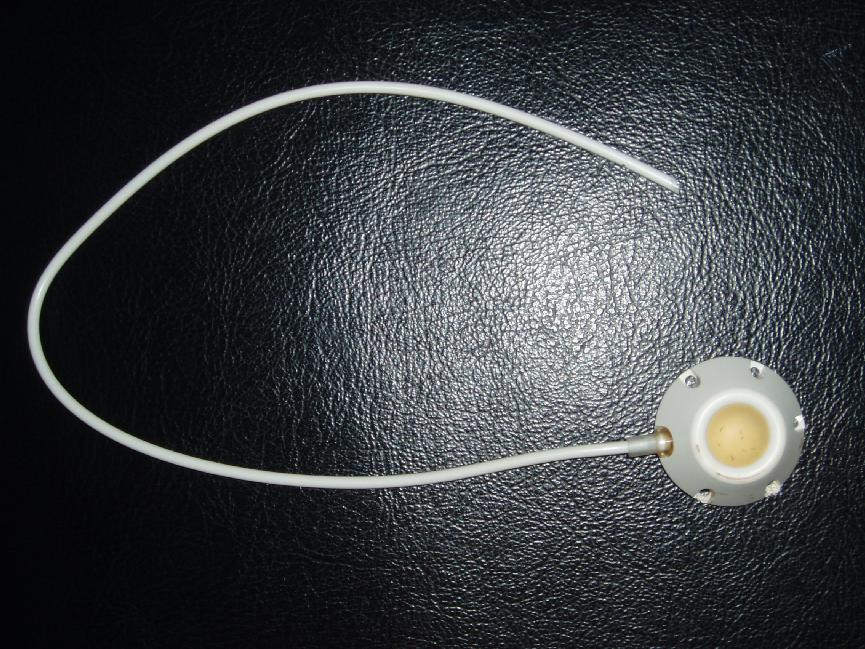
內植式輸液塞，它一般植入到患者的皮肤下面，並且有一根管子與静脉相連

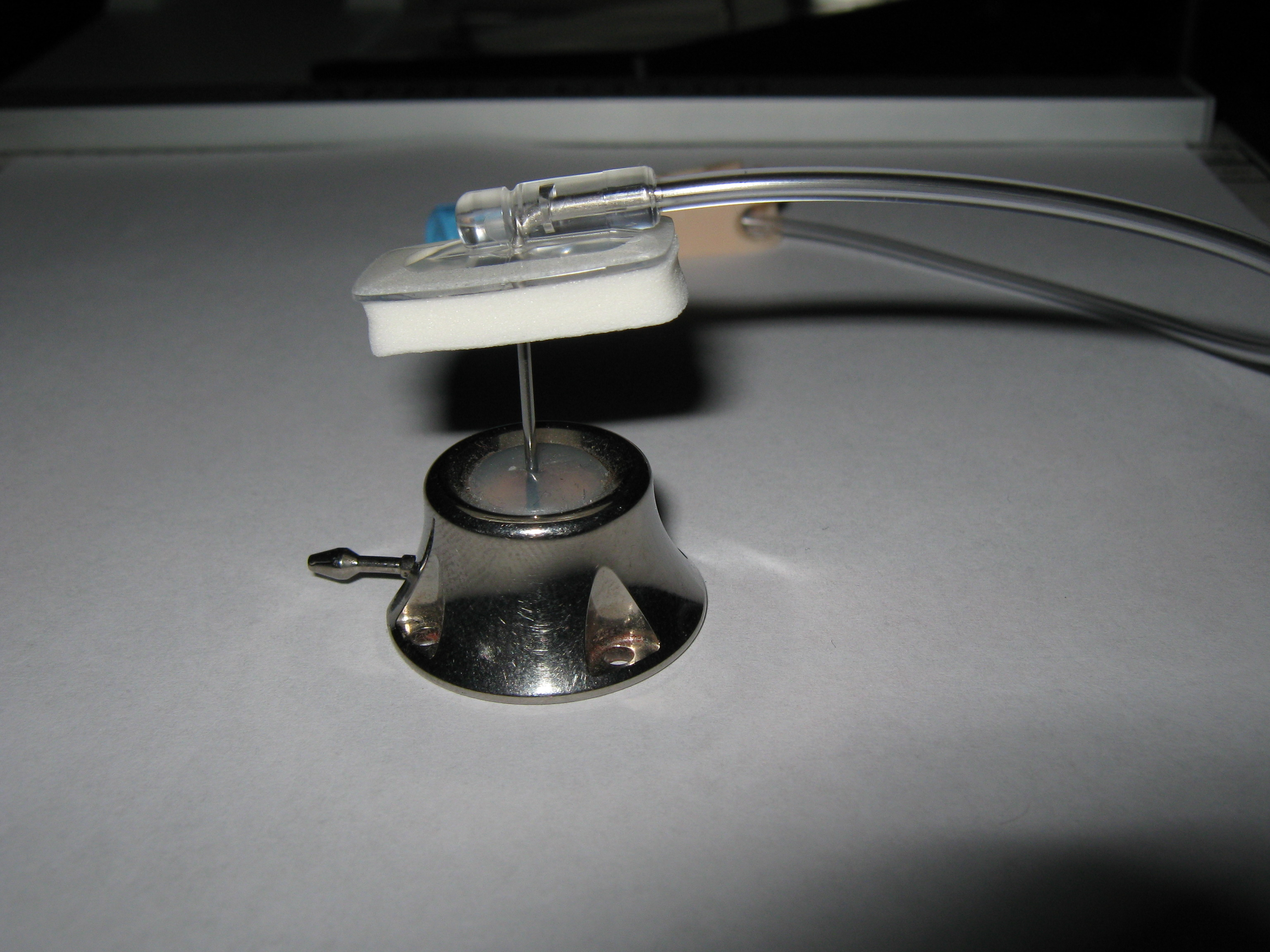
Port-a-Cath

內植式輸液塞是一種植入在人體皮肤下的小型医疗器械，一般是在锁骨或锁骨下方的位置，它通過醫用導管與静脉（一般為颈静脉）相連。內植式輸液塞有一个隔膜（硅胶膜），醫生可以向該隔膜注射药物并抽取血液样本。
植入內植式輸液塞的對象主要是血液疾病和肿瘤疾病患者。內植式輸液塞一度也适用于血液透析人群，但後來人們发现內植式輸液塞植入血液透析人群體內後他們的感染率有所增加，因此內植式輸液塞不再植入美国的血液透析人群體內。 